# 태안도서관 (화성시)
태안도서관은 경기도 화성시에 있는 도서관이다.

## 연혁
- 1996년 6월 21일 화성군립태안도서관 착공
- 1997년 9월 22일 화성군립태안도서관 준공
- 1998년 3월 30일 화성군립태안도서관 개관
- 2002년 7월 9일 디지털자료실 개실
- 2008년 7월 2일 매송 샘내 작은도서관 개관
- 2009년 4월 7일 영어자료실 개관
- 2018년 9월 14일 태안도서관 신축 이전 개관 현황

## 시설현황
- 1층 - 어린이자료실, 장난감도서관, 노노카페 1층 - 어린이자료실, 장난감도서관, 노노카페
- 2층 - 일반자료실, 전자정보자료실
- 3층 - 일반열람실, 학생열람실, 노트북실, 사무실, 문화교실, 동아리실
- 4층 - 다목적강당, 하늘정원용 안내

## 이용안내
[이용시간]
- 어린이자료실 - 평일/주말 09:00~18:00
- 일반자료실 - 평일 09:00~22:00 / 주말 09:00~18:00
- 전자정보자료실 - 평일/주말 09:00~18:00
- 장난감도서관 - 평일/주말 09:00~18:00
- 일반열람실·학생열람실·노트북실 - 평일/주말 07:00~24:00

[휴관안내]
- 정기휴관: 매월 두 번째 월요일, 법정공휴일
- 임시휴관: 재단창립기념일, 장서점검 등 특별한 사유로 관장이 정하는 날
- 단, 장난감 도서관은 매주 일요일 휴용일